# Liste der Spiele des deutschen Fußball-Supercups

Logo des Supercups ab 2010

Diese Liste führt alle offiziellen Spiele des deutschen Fußball-Supercups (1987–1996: DFB-Supercup, 2010–2024: DFL-Supercup, ab 2025: Franz-Beckenbauer-Supercup) mit kompletter Statistik auf. Nicht aufgeführt sind die inoffiziellen Austragungen von 1941, 1977, 1983, 2008 und 2009, die aufgrund direkter Absprachen zwischen den beteiligten Vereinen zustande kamen.

## DFB-Supercup

### 1987
Der DFB-Supercup 1987 war die erste offizielle in Verantwortung des DFB ausgetragene Auflage dieses Wettbewerbs und wurde vom Deutschen Meister der Saison 1986/87, dem FC Bayern München, gewonnen. Er schlug am 28. Juli 1987 im Frankfurter Waldstadion den DFB-Pokalsieger Hamburger SV mit 2:1.
Negativer Höhepunkt des Spiels war ein Faustschlag des Hamburger Torhüters Stein gegen den Stürmer der Bayern Wegmann, der einen Platzverweis nach sich zog.
Spielstatistik
| Paarung           | FC Bayern München – Hamburger SV |
| Ergebnis          | 2:1 (0:1) |
| Datum             | 28. Juli 1987 |
| Stadion           | Frankfurter Waldstadion, Frankfurt am Main |
| Zuschauer         | 22.000 |
| Schiedsrichter    | Dieter Pauly (Rheydt) |
| Tore              | 0:1 Miroslav Okoński (39.) 1:1 Jürgen Wegmann (60.) 2:1 Jürgen Wegmann (87.) |
| FC Bayern München | Raimond Aumann – Norbert Nachtweih – Helmut Winklhofer, Norbert Eder, Hans Pflügler – Andreas Brehme (46. Hansi Flick), Lothar Matthäus , Hans Dorfner, Michael Rummenigge – Jürgen Wegmann, Roland Wohlfarth Cheftrainer: Jupp Heynckes                         |
| Hamburger SV      | Uli Stein – Ditmar Jakobs, Dietmar Beiersdorfer, Carsten Kober (87. Richard Golz), Manfred Kaltz, Sascha Jusufi – Thomas von Heesen, Thomas Kroth, Thomas Hinz (90. Frank Schmöller) – Manfred Kastl, Mirosław Okoński Cheftrainer: Josip Skoblar ( Jugoslawien) |
| Gelbe Karten      | keine – Sascha Jusufi, Thomas von Heesen, Thomas Kroth, Thomas Hinz |
| Platzverweise     | keine – Ulrich Stein (87.) |

### 1988
Der DFB-Supercup 1988 war die zweite offizielle in Verantwortung des DFB ausgetragene Auflage dieses Wettbewerbs und wurde vom Deutschen Meister der Saison 1987/88 SV Werder Bremen gewonnen. Er schlug am 20. Juli 1988 im Frankfurter Waldstadion den DFB-Pokalsieger Eintracht Frankfurt mit 2:0.
Spielstatistik
| Paarung             | Eintracht Frankfurt – Werder Bremen |
| Ergebnis            | 0:2 (0:1) |
| Datum               | 20. Juli 1988 |
| Stadion             | Frankfurter Waldstadion, Frankfurt am Main |
| Zuschauer           | 20.500 |
| Schiedsrichter      | Karl-Josef Assenmacher (Hürth) |
| Tore                | 0:1 Karl-Heinz Riedle (24.) 0:2 Manfred Burgsmüller (90.) |
| Eintracht Frankfurt | Uli Stein – Manfred Binz – Ralf Sievers, Karl-Heinz Körbel, Stefan Studer – Frank Schulz, Peter Hobday (46. Dietmar Roth), Dieter Schlindwein, Maximilian Heidenreich (57. Ralf Balzis) – Jørn Andersen, Heinz Gründel Cheftrainer: Karl-Heinz Feldkamp |
| Werder Bremen       | Oliver Reck – Gunnar Sauer – Uli Borowka, Michael Kutzop, Jonny Otten (46. Norbert Meier) – Thomas Schaaf, Mirko Votava , Günter Hermann, Frank Neubarth – Karl-Heinz Riedle, Frank Ordenewitz (46. Manfred Burgsmüller) Cheftrainer: Otto Rehhagel     |

### 1989
Der DFB-Supercup 1989 war die dritte offizielle in Verantwortung des DFB ausgetragene Auflage dieses Wettbewerbs und wurde vom DFB-Pokalsieger der Saison 1988/89 Borussia Dortmund gewonnen. Die Borussia schlug am 25. Juli 1989 auf dem „Betzenberg“ den Deutschen Meister Bayern München mit 4:3. Erstmals gewann der Pokalsieger den Supercup.
Spielstatistik
| Paarung           | FC Bayern München – Borussia Dortmund |
| Ergebnis          | 3:4 (2:1) |
| Datum             | 25. Juli 1989 |
| Stadion           | Fritz-Walter-Stadion, Kaiserslautern |
| Zuschauer         | 16.000 |
| Schiedsrichter    | Hans-Peter Dellwing (Osburg) |
| Tore              | 1:0 Alan McInally (21.) 1:1 Günter Breitzke (40.) 2:1 Roland Grahammer (42.) 2:2 Günter Breitzke (56.) 2:3 Jürgen Wegmann (64.) 3:3 Radmilo Mihajlović (66.) 3:4 Andreas Möller (88.)                                                                |
| FC Bayern München | Raimond Aumann – Klaus Augenthaler – Roland Grahammer, Jürgen Kohler – Stefan Reuter, Hansi Flick (46. Hans Dorfner), Olaf Thon, Ludwig Kögl, Hans Pflügler – Alan McInally, Radmilo Mihajlović Cheftrainer: Jupp Heynckes                           |
| Borussia Dortmund | Wolfgang de Beer (76. Rolf Meyer) – Thomas Kroth – Thomas Helmer, Michael Schulz – Günter Breitzke, Michael Zorc, Andreas Möller, Murdo MacLeod (46. Günter Kutowski), Michael Rummenigge – Jürgen Wegmann, Martin Driller Cheftrainer: Horst Köppel |

### 1990
Der DFB-Supercup 1990 war die vierte offizielle in Verantwortung des DFB ausgetragene Auflage dieses Wettbewerbs und wurde vom Deutschen Meister der Saison 1989/90 dem FC Bayern München gewonnen. Er schlug am 31. Juli 1990 im Karlsruher Wildparkstadion den DFB-Pokalsieger 1. FC Kaiserslautern mit 4:1. Es war nach 1987 der zweite offizielle Supercup-Titel für die Bayern.
Spielstatistik
| Paarung              | FC Bayern München – 1. FC Kaiserslautern |
| Ergebnis             | 4:1 (4:0) |
| Datum                | 31. Juli 1990 |
| Stadion              | Wildparkstadion, Karlsruhe |
| Zuschauer            | 27.000 |
| Schiedsrichter       | Hans-Jürgen Weber (Essen) |
| Tore                 | 1:0 Stefan Reuter (6.) 2:0 Jürgen Kohler (19.) 3:0 Manfred Bender (28.) 4:0 Thomas Strunz (45.) 4:1 Stefan Kuntz (62.) |
| FC Bayern München    | Raimond Aumann – Klaus Augenthaler – Roland Grahammer, Jürgen Kohler, Hans Pflügler – Stefan Reuter Thomas Strunz, Manfred Bender (68. Michael Sternkopf), Stefan Effenberg – Brian Laudrup, (74. Roland Wohlfarth), Radmilo Mihajlović Cheftrainer: Jupp Heynckes |
| 1. FC Kaiserslautern | Gerry Ehrmann – Reinhard Stumpf (30. Axel Roos) – Miroslav Kadlec, Roger Lutz – Uwe Scherr (56. Guido Hoffmann), Thomas Dooley, Rainer Ernst, Markus Schupp, Markus Kranz – Demir Hotić, Stefan Kuntz Cheftrainer: Karl-Heinz Feldkamp                             |

### 1991
Der DFB-Supercup 1991 war die fünfte offizielle in Verantwortung des DFB ausgetragene Auflage dieses Wettbewerbs und wurde vom Deutschen Meister der Saison 1990/91 dem 1. FC Kaiserslautern gewonnen. Er schlug am 6. August 1991 im Niedersachsenstadion Hannover den DFB-Pokalsieger SV Werder Bremen mit 3:1.
Zuvor wurde zum einzigen Mal in der Geschichte des Wettbewerbs wegen der am 20. November 1990 erfolgten Auflösung des DFV der DDR und dem am folgenden Tag erfolgten Beitritt des NOFV zum DFB während der laufenden Saison 1990/91 unter Beibehaltung bzw. Umbenennung der bisherigen Wettbewerbe FDGB-Pokal in NOFV-Pokal und DDR-Oberliga in NOFV-Oberliga ein Halbfinale ausgespielt, um einen „gesamtdeutschen“ Supercup-Sieger zu ermitteln.
Hier trafen der Meister (Ost) Hansa Rostock auf den Meister (West) 1. FC Kaiserslautern und der NOFV-Pokal-Finalist, Stahl Eisenhüttenstadt, da Hansa das Double des NOFV gewann, auf den DFB-Pokalsieger Werder Bremen.
Spielstatistik (Halbfinale der Meister)
| Paarung              | Hansa Rostock – 1. FC Kaiserslautern |
| Ergebnis             | 1:2 (0:2) |
| Datum                | 30. Juli 1991 |
| Stadion              | Ostseestadion, Rostock |
| Zuschauer            | 8.000 |
| Schiedsrichter       | Manfred Amerell (München) |
| Tore                 | 0:1 Marcel Witeczek (25.) 0:2 Thomas Dooley (44.) 1:2 Florian Weichert (58.) |
| Hansa Rostock        | Jens Kunath – František Straka (79. Stefan Persigehl) – Heiko März, Gernot Alms – Stefan Böger, Juri Schlünz , Michael Spies, Sven Oldenburg (59. Jens Dowe), Jens Wahl – Florian Weichert, Roman Sedláček Cheftrainer: Uwe Reinders       |
| 1. FC Kaiserslautern | Gerry Ehrmann – Stefan Kuntz – Wolfgang Funkel, Reinhard Stumpf – Uwe Scherr, Roger Lutz, Marco Haber (75. Demir Hotić), Thomas Dooley, Markus Kranz – Guido Hoffmann, Marcel Witeczek (64. Thomas Vogel) Cheftrainer: Karl-Heinz Feldkamp |
| Platzverweise        | Juri Schlünz (84.) – keine |

Spielstatistik (Halbfinale der Pokalsieger)
| Paarung                     | Eisenhüttenstädter FC Stahl – Werder Bremen |
| Ergebnis                    | 0:1 (0:0) |
| Datum                       | 31. Juli 1991 |
| Stadion                     | Bremer Brücke, Osnabrück |
| Zuschauer                   | 4.000 |
| Schiedsrichter              | Bernd Heynemann (Magdeburg) |
| Tore                        | 0:1 Wynton Rufer (89.) |
| Eisenhüttenstädter FC Stahl | Andreas Hawa – Zoran Culafić – Manfred Hirsch, Olaf Bitzka – Marek Podsiadlo, Jörg Bartz, Olaf Schnürer, Admir Mujaković, Maik Schulz – Jens Wittke (65. Frank Bartz), René Wenzel (89. Alexander König) Cheftrainer: Hans-Günter Neues |
| Werder Bremen               | Oliver Reck – Rune Bratseth – Thomas Wolter (40. Manfred Bockenfeld), Uli Borowka (46. Klaus Allofs) – Mirko Votava, Frank Neubarth, Uwe Harttgen, Dieter Eilts, Thorsten Legat – Stefan Kohn, Wynton Rufer Cheftrainer: Otto Rehhagel  |

Spielstatistik (Finale)
| Paarung              | 1. FC Kaiserslautern – Werder Bremen |
| Ergebnis             | 3:1 (1:0) |
| Datum                | 6. August 1991 |
| Stadion              | Niedersachsenstadion, Hannover |
| Zuschauer            | 8.000 |
| Schiedsrichter       | Wolf-Günter Wiesel (Ottbergen) |
| Tore                 | 1:0 Jürgen Degen (27.) 2:0 Jürgen Degen (65.) 2:1 Wynton Rufer (88.) 3:1 Bernhard Winkler (90.) |
| 1. FC Kaiserslautern | Michael Serr – Stefan Kuntz – Axel Roos, Oliver Schäfer – Frank Lelle, Thomas Dooley (68. Wolfgang Funkel), Marco Haber, Guido Hoffmann, Bjarne Goldbæk (75. Roger Lutz) – Bernhard Winkler, Jürgen Degen Cheftrainer: Karl-Heinz Feldkamp |
| Werder Bremen        | Oliver Reck – Mirko Votava – Thomas Schaaf, Uli Borowka – Dieter Eilts, Marco Bode, Klaus Allofs, Günter Hermann, Thorsten Legat – Stefan Kohn, (46. Wynton Rufer), Kay Wenschlag (46. Uwe Harttgen) Cheftrainer: Otto Rehhagel            |

### 1992
Der DFB-Supercup 1992 war die sechste offizielle in Verantwortung des DFB ausgetragene Auflage dieses Wettbewerbs und wurde vom Deutschen Meister der Saison 1991/92, dem VfB Stuttgart, gewonnen. Er schlug am 11. August 1992 im Niedersachsenstadion Hannover den DFB-Pokalsieger Hannover 96 mit 3:1.
Spielstatistik
| Paarung        | Hannover 96 – VfB Stuttgart |
| Ergebnis       | 1:3 (1:2) |
| Datum          | 11. August 1992 |
| Stadion        | Niedersachsenstadion, Hannover |
| Zuschauer      | 21.200 |
| Schiedsrichter | Gerhard Theobald (Wiebelskirchen) |
| Tore           | 1:0 Michael Koch (3.) 1:1 Maurizio Gaudino (30.) 1:2 Guido Buchwald (42.) 1:3 Ludwig Kögl (58.) |
| Hannover 96    | Jörg Sievers – Matthias Kuhlmey – Axel Sundermann, Jörg-Uwe Klütz – Dejan Raičković, Bernd Heemsoth – Michael Schjønberg, (46. Sergej Barbarez), André Sirocks, Jörg Kretzschmar, Reinhold Mathy – Michael Koch (46. Reinhold Daschner) Cheftrainer: Eberhard Vogel |
| VfB Stuttgart  | Eike Immel – Slobodan Dubajić – Günther Schäfer (66. Thomas Schneider), Michael Frontzeck – Thomas Strunz, Guido Buchwald , Andreas Buck, Maurizio Gaudino, Ludwig Kögl – André Golke, Fritz Walter (46. Adrian Knup) Cheftrainer: Christoph Daum                   |

### 1993
Der DFB-Supercup 1993 war die siebte offizielle in Verantwortung des DFB ausgetragene Auflage dieses Wettbewerbs und wurde vom Deutschen Meister der Saison 1992/93 Werder Bremen gewonnen. Er schlug am 1. August 1993 im Ulrich-Haberland-Stadion von Leverkusen nach einem 2:2-Unentschieden nach Verlängerung den DFB-Pokalsieger Bayer 04 Leverkusen mit 7:6 im Elfmeterschießen. Es war nach 1988 der zweite Titel für die Bremer.
Spielstatistik
| Paarung             | Bayer 04 Leverkusen – Werder Bremen |
| Ergebnis            | 2:2 n. V. (1:1, 0:0), 6:7 i. E. |
| Datum               | 1. August 1993 |
| Stadion             | Ulrich-Haberland-Stadion, Leverkusen |
| Zuschauer           | 14.000 |
| Schiedsrichter      | Manfred Amerell (München) |
| Tore                | 1:0 Andreas Fischer (61.) 1:1 Bernd Hobsch (90.) 1:2 Wynton Rufer (92., Foulelfmeter) 2:2 Ulf Kirsten (97.) Elfmeterschießen: 0:1 Andreas Herzog 1:1 Pavel Hapal 1:2 Mirko Votava 2:2 Ulf Kirsten 2:3 Wynton Rufer 3:3 Ioan Lupescu 3:4 Mario Basler 4:4 Franco Foda 4:5 Uli Borowka 5:5 Bernd Schuster 5:6 Andree Wiedener 6:6 Ralf Becker 6:7 Thomas Wolter Markus Happe (gehalten) |
| Bayer 04 Leverkusen | Rüdiger Vollborn – Franco Foda – Christian Wörns, Jens Melzig (77. Ralf Becker) – Andreas Fischer, Ioan Lupescu, Bernd Schuster, Pavel Hapal, Paulo Sérgio – Andreas Thom (46. Markus Happe), Ulf Kirsten Cheftrainer: Dragoslav Stepanović ( BR Jugoslawien) |
| Werder Bremen       | Oliver Reck – Frank Neubarth – Dietmar Beiersdorfer, (46. Mario Basler), Uli Borowka, – Dieter Eilts, Marco Bode (106. Andree Wiedener), Mirko Votava, Thomas Wolter, Andreas Herzog – Bernd Hobsch, Wynton Rufer Cheftrainer: Otto Rehhagel |

### 1994
Der DFB-Supercup 1994 war die achte offizielle in Verantwortung des DFB ausgetragene Auflage dieses Wettbewerbs und wurde vom DFB-Pokalsieger SV Werder Bremen gewonnen. Er schlug am 7. August 1994 im Münchner Olympiastadion den Deutschen Meister FC Bayern München mit 3:1. Die Bremer verteidigten somit ihren Titel aus dem Vorjahr und gewannen ihren insgesamt dritten Supercup. Zum zweiten Mal gewann der Pokalsieger den Supercup.
Spielstatistik
| Paarung           | FC Bayern München – Werder Bremen |
| Ergebnis          | 1:3 n. V. (1:1; 0:1) |
| Datum             | 7. August 1994 |
| Stadion           | Olympiastadion, München |
| Zuschauer         | 22.000 |
| Schiedsrichter    | Bernd Heynemann (Magdeburg) |
| Tore              | 0:1 Wladimir Bestschastnich (2.) 1:1 Christian Nerlinger (65.) 1:2 Michael Schulz (104.) 1:3 Wynton Rufer (116.) |
| FC Bayern München | Oliver Kahn – Lothar Matthäus – Oliver Kreuzer, Thomas Helmer – Michael Sternkopf, Markus Schupp, Dieter Frey – Mehmet Scholl, Christian Nerlinger – Jean-Pierre Papin (60. Dietmar Hamann), Alain Sutter (38. Adolfo Valencia) Cheftrainer: Giovanni Trapattoni ( Italien) |
| Werder Bremen     | Oliver Reck – Hany Ramzy – Dietmar Beiersdorfer, Michael Schulz – Mirko Votava, Uli Borowka (67. Thomas Wolter), Dieter Eilts – Mario Basler, Andreas Herzog, Marco Bode, Wladimir Bestschastnich, (46. Wynton Rufer) Cheftrainer: Otto Rehhagel                            |
| Platzverweise     | Oliver Kreuzer (21.) – keine |

### 1995
Der DFB-Supercup 1995 war die neunte offizielle in Verantwortung des DFB ausgetragene Auflage dieses Wettbewerbs und wurde vom Deutschen Meister der Saison 1994/95 Borussia Dortmund gewonnen. Die Borussia schlug am 5. August 1995 im Düsseldorfer Rheinstadion den DFB-Pokalsieger Borussia Mönchengladbach mit 1:0. Die Dortmunder gewannen damit nach 1989 ihren zweiten Supercup-Titel.
Spielstatistik
| Paarung                  | Borussia Dortmund – Borussia Mönchengladbach |
| Ergebnis                 | 1:0 (0:0) |
| Datum                    | 5. August 1995 |
| Stadion                  | Rheinstadion, Düsseldorf |
| Zuschauer                | 40.000 |
| Schiedsrichter           | Markus Merk (Kaiserslautern) |
| Tore                     | 1:0 César (71.) |
| Borussia Dortmund        | Stefan Klos – Stefan Reuter, Jürgen Kohler (72. Bodo Schmidt), César, Martin Kree – Steffen Freund, Matthias Sammer, Patrik Berger, Knut Reinhardt (89. Marco Kurz) – Lars Ricken (87. René Tretschok), Andreas Möller Cheftrainer: Ottmar Hitzfeld            |
| Borussia Mönchengladbach | Uwe Kamps – Thomas Kastenmaier (75. Karlheinz Pflipsen), Michael Klinkert, Patrik Andersson, Jörg Neun – Christian Hochstätter, Stefan Effenberg, Peter Wynhoff – Michael Sternkopf, Martin Dahlin, Max Huiberts (75. Peter Nielsen) Cheftrainer: Bernd Krauss |

### 1996
Der DFB-Supercup 1996 war die zehnte offizielle und letzte in Verantwortung des DFB ausgetragene Auflage dieses Wettbewerbs und wurde vom Deutschen Meister der Saison 1995/96 Borussia Dortmund gewonnen. Der BVB gewann am 3. August 1996 im Mannheimer Carl-Benz-Stadion gegen den DFB-Pokalsieger und Absteiger aus der Bundesliga 1. FC Kaiserslautern nach einem 1:1 nach Verlängerung mit nach einem 0:3 noch 4:3 im Elfmeterschießen. Die Dortmunder verteidigten damit ihren Titel aus dem Vorjahr und gewannen, wie zuvor schon Werder Bremen, ihren dritten Supercup.
Spielstatistik
| Paarung              | Borussia Dortmund – 1. FC Kaiserslautern |
| Ergebnis             | 1:1 n. V. (1:1, 0:0), 4:3 i. E. |
| Datum                | 3. August 1996 |
| Stadion              | Carl-Benz-Stadion, Mannheim |
| Zuschauer            | 22.000 |
| Schiedsrichter       | Hans-Peter Best (Bilfingen) |
| Tore                 | 0:1 Olaf Marschall (55.), 1:1 Carsten Wolters (66.) Elfmeterschießen: 0:1 Martin Wagner Stefan Reuter (gehalten) 0:2 Pavel Kuka Andreas Möller (gehalten) 0:3 Oliver Schäfer 1:3 Stéphane Chapuisat Ratinho (verschossen) 2:3 Wladimir But Roger Lutz (verschossen) 3:3 Michael Zorc Axel Roos (gehalten) 4:3 Dennis Weiland |
| Borussia Dortmund    | Stefan Klos – Matthias Sammer (91. Dennis Vogt)- Jürgen Kohler (60. Günter Kutowski), Jörg Heinrich – Carsten Wolters – Stefan Reuter, Michael Zorc , Andreas Möller, Dennis Weiland – Stéphane Chapuisat, Lars Ricken (71. Wladimir But) Cheftrainer: Ottmar Hitzfeld                                                       |
| 1. FC Kaiserslautern | Andreas Reinke – Andreas Brehme (99. Andreas Broß) – Harry Koch, Roger Lutz – Frank Greiner, Axel Roos, Oliver Schäfer, Uwe Wegmann (91. Ratinho), Martin Wagner – Olaf Marschall (91. Jürgen Rische), Pavel Kuka Cheftrainer: Otto Rehhagel                                                                                 |

## DFL-Supercup

### 2010
Der DFL-Supercup 2010 war nach 14 Jahren Unterbrechung die elfte offizielle und erste in Verantwortung der DFL ausgetragene Auflage dieses Wettbewerbs und wurde zwischen dem Deutschen Meister der Saison 2009/10 FC Bayern München und Vizemeister FC Schalke 04 am 7. August 2010 in der Augsburger impuls arena ausgetragen. Der Vizemeister trat an, da die Bayern das Double gewonnen hatten und im DFL-Supercup, im Unterschied zum DFB-Supercup, nicht der Pokalfinalist, sondern der Vizemeister startberechtigt ist.
Spielstatistik
| Paarung           | FC Bayern München – FC Schalke 04 |
| Ergebnis          | 2:0 (0:0) |
| Datum             | 7. August 2010 um 17:45 Uhr |
| Stadion           | impuls arena, Augsburg |
| Zuschauer         | 30.662 (ausverkauft) |
| Schiedsrichter    | Manuel Gräfe (Berlin) |
| Tore              | 1:0 Thomas Müller (75.) 2:0 Miroslav Klose (81.) |
| FC Bayern München | Thomas Kraft – Philipp Lahm , Martín Demichelis (71. José Ernesto Sosa), Holger Badstuber, Diego Contento – Ivica Olić, Bastian Schweinsteiger (59. Andreas Ottl), Danijel Pranjić, Hamit Altıntop (70. Anatolij Tymoschtschuk) – Miroslav Klose, Thomas Müller Cheftrainer: Louis van Gaal ( Niederlande) |
| FC Schalke 04     | Manuel Neuer – Atsuto Uchida, Benedikt Höwedes, Christoph Metzelder, Lukas Schmitz (46. Sergio Escudero) – Jefferson Farfán, Peer Kluge (46. Christoph Moritz), Joel Matip, Ivan Rakitić – Raúl, Edu Cheftrainer: Felix Magath                                                                             |
| Gelbe Karten      | Andreas Ottl (77.) – Christoph Moritz (87.) |

### 2011
Der DFL-Supercup 2011 war die zwölfte offizielle und zweite in Verantwortung der DFL ausgetragene Ausspielung des Wettbewerbs und wurde zwischen dem Deutschen Meister der Saison 2010/11 Borussia Dortmund und dem DFB-Pokalsieger FC Schalke 04 am 23. Juli 2011 in der Gelsenkirchener Veltins-Arena ausgetragen. Das Revierderby entschied der FC Schalke 04 nach Elfmeterschießen für sich, womit er den Supercup zum ersten Mal in der Vereinsgeschichte gewann.
Spielstatistik
| Paarung           | FC Schalke 04 – Borussia Dortmund |
| Ergebnis          | 0:0, 4:3 i. E. |
| Datum             | 23. Juli 2011 um 20:30 Uhr |
| Stadion           | Veltins-Arena, Gelsenkirchen |
| Zuschauer         | 61.673 |
| Schiedsrichter    | Knut Kircher (Rottenburg am Neckar) |
| Tore              | Elfmeterschießen: 0:1 İlkay Gündoğan 1:1 Lewis Holtby 1:2 Mats Hummels 2:2 Edu Kevin Großkreutz (gehalten) 3:2 Benedikt Höwedes 3:3 Moritz Leitner 4:3 José Manuel Jurado Ivan Perišić (gehalten)                                                                      |
| FC Schalke 04     | Ralf Fährmann – Marco Höger, Benedikt Höwedes , Kyriakos Papadopoulos, Christian Fuchs – Joel Matip, Lewis Holtby, Alexander Baumjohann (89. Edu), Julian Draxler (46. José Manuel Jurado) – Raúl, Klaas-Jan Huntelaar (69. Jan Morávek) Cheftrainer: Ralf Rangnick    |
| Borussia Dortmund | Roman Weidenfeller – Łukasz Piszczek, Felipe Santana, Mats Hummels, Chris Löwe (77. Moritz Leitner) – Sebastian Kehl (75. Sven Bender), İlkay Gündoğan, Mario Götze (75. Ivan Perišić), Kevin Großkreutz – Shinji Kagawa, Robert Lewandowski Cheftrainer: Jürgen Klopp |
| Gelbe Karten      | Alexander Baumjohann (85.) – Kevin Großkreutz (66.) |

### 2012
Der DFL-Supercup 2012 war die 13. offizielle und dritte in Verantwortung der DFL ausgetragene Ausspielung des Wettbewerbs und wurde zwischen dem Deutschen Meister und Pokalsieger der Saison 2011/12 Borussia Dortmund und dem FC Bayern München, der als Vizemeister qualifiziert war, am 12. August 2012 in der Münchner Allianz Arena ausgetragen. Die Bayern gewannen nach 1987, 1990 und 2010 ihren vierten Supercup-Titel und wurden dadurch alleiniger Rekordsieger vor Werder Bremen und Borussia Dortmund. Gleichzeitig gewann mit den Bayern erstmals eine Mannschaft als Vizemeister den Supercup.
Spielstatistik
| Paarung           | FC Bayern München – Borussia Dortmund |
| Ergebnis          | 2:1 (2:0) |
| Datum             | 12. August 2012 um 20:00 Uhr |
| Stadion           | Allianz Arena, München |
| Zuschauer         | 69.000 |
| Schiedsrichter    | Michael Weiner (Giesen) |
| Tore              | 1:0 Mario Mandžukić (6.) 2:0 Thomas Müller (11.) 2:1 Robert Lewandowski (75.) |
| FC Bayern München | Manuel Neuer – Philipp Lahm , Jérôme Boateng, Dante, Emre Can (70. Holger Badstuber) – Toni Kroos, Luiz Gustavo, Arjen Robben (86. Xherdan Shaqiri), Thomas Müller, Franck Ribéry (81. Anatolij Tymoschtschuk) – Mario Mandžukić Cheftrainer: Jupp Heynckes                        |
| Borussia Dortmund | Roman Weidenfeller – Łukasz Piszczek, Mats Hummels, Neven Subotić, Marcel Schmelzer – İlkay Gündoğan, Moritz Leitner (64. Mario Götze), Jakub Błaszczykowski (71. Julian Schieber), Marco Reus, Kevin Großkreutz (64. Ivan Perišić) – Robert Lewandowski Cheftrainer: Jürgen Klopp |
| Gelbe Karten      | Luiz Gustavo (28.), Emre Can (37.), Mario Mandžukić (68.), Arjen Robben (82.) – Marcel Schmelzer (42.) |

### 2013
Der DFL-Supercup 2013 war die 14. offizielle und vierte in Verantwortung der DFL ausgetragene Ausspielung des Wettbewerbs und wurde zwischen dem Deutschen Meister und Pokalsieger der Saison 2012/13, dem FC Bayern München, und Borussia Dortmund, der als Vizemeister qualifiziert war, am 27. Juli 2013 im Signal Iduna Park in Dortmund ausgetragen. Es kam dabei zu einer Neuauflage der Vorjahrespaarung. Mit einer Kulisse von 80.675 Zuschauern wurde im Supercup ein neuer Rekord aufgestellt. Durch den vierten Supercup-Titel nach 1989, 1995 und 1996 zog die Borussia wieder mit dem FC Bayern München gleich.
Spielstatistik
| Paarung           | Borussia Dortmund – FC Bayern München |
| Ergebnis          | 4:2 (1:0) |
| Datum             | 27. Juli 2013 um 20:30 Uhr |
| Stadion           | Signal Iduna Park, Dortmund |
| Zuschauer         | 80.675 |
| Schiedsrichter    | Jochen Drees (Münster-Sarmsheim) |
| Tore              | 1:0 Marco Reus (6.) 1:1 Arjen Robben (54.) 2:1 Daniel Van Buyten (56., Eigentor) 3:1 İlkay Gündoğan (57.) 3:2 Arjen Robben (64.) 4:2 Marco Reus (86.) |
| Borussia Dortmund | Roman Weidenfeller – Kevin Großkreutz, Mats Hummels, Neven Subotić, Marcel Schmelzer – Sven Bender (46. Sebastian Kehl), Nuri Şahin – Jakub Błaszczykowski (72. Pierre-Emerick Aubameyang), İlkay Gündoğan (88. Sokratis), Marco Reus – Robert Lewandowski Cheftrainer: Jürgen Klopp |
| FC Bayern München | Tom Starke – Philipp Lahm , Jérôme Boateng, Daniel Van Buyten, David Alaba – Toni Kroos (86. Dante), Thiago, Thomas Müller – Arjen Robben, Mario Mandžukić (75. Claudio Pizarro), Xherdan Shaqiri (67. Bastian Schweinsteiger) Cheftrainer: Pep Guardiola ( Spanien)                 |
| Gelbe Karten      | keine – Jérôme Boateng (90.+2′) |

### 2014
Der DFL-Supercup 2014 war die 15. offizielle und fünfte in Verantwortung der DFL ausgetragene Ausspielung des Wettbewerbs und wurde zwischen dem Deutschen Meister FC Bayern München und Borussia Dortmund (als Vizemeister der Saison 2013/14) ausgetragen. Das Spiel wurde am 13. August 2014 in Dortmund ausgetragen. Mit dem fünften Sieg war Borussia Dortmund alleiniger Rekordsieger dieses Wettbewerbs.
Spielstatistik
| Paarung           | Borussia Dortmund – FC Bayern München |
| Ergebnis          | 2:0 (1:0) |
| Datum             | 13. August 2014 um 18:00 Uhr |
| Stadion           | Signal Iduna Park, Dortmund |
| Zuschauer         | 80.667 |
| Schiedsrichter    | Peter Gagelmann (Bremen) |
| Tore              | 1:0 Mchitarjan (23.) 2:0 Aubameyang (62.) |
| Borussia Dortmund | Mitchell Langerak – Łukasz Piszczek, Sokratis, Matthias Ginter, Marcel Schmelzer (46. Erik Durm) – Sebastian Kehl – Oliver Kirch (85. Sven Bender) – Henrich Mchitarjan – Jonas Hofmann – Pierre-Emerick Aubameyang (63. Adrián Ramos), Ciro Immobile Cheftrainer: Jürgen Klopp |
| FC Bayern München | Manuel Neuer – Jérôme Boateng, Javi Martínez (31. Dante), David Alaba – Pierre Emile Højbjerg (59. Mario Götze), Gianluca Gaudino, Sebastian Rode, Juan Bernat – Thomas Müller (46. Philipp Lahm), Xherdan Shaqiri – Robert Lewandowski Cheftrainer: Pep Guardiola ( Spanien)   |
| Gelbe Karten      | keine – Højbjerg, Boateng, Lahm |

### 2015
Der DFL-Supercup 2015 war die 16. offizielle und sechste in Verantwortung der DFL ausgetragene Ausspielung des Wettbewerbs und wurde am 1. August 2015 zwischen dem Deutschen Meister FC Bayern München und dem DFB-Pokalsieger VfL Wolfsburg ausgetragen.
Spielstatistik
| Paarung           | VfL Wolfsburg – FC Bayern München |
| Ergebnis          | 1:1 (0:0), 5:4 i. E. |
| Datum             | 1. August 2015 um 20:30 Uhr |
| Stadion           | Volkswagen Arena, Wolfsburg |
| Zuschauer         | 30.000 |
| Schiedsrichter    | Marco Fritz (Korb) |
| Tore              | 0:1 Arjen Robben (49.) 1:1 Nicklas Bendtner (89.) Elfmeterschießen: 0:1 Arturo Vidal 1:1 Ricardo Rodríguez Xabi Alonso (gehalten) 2:1 Kevin De Bruyne 2:2 Arjen Robben 3:2 André Schürrle 3:3 Philipp Lahm 4:3 Max Kruse 4:4 Douglas Costa 5:4 Nicklas Bendtner |
| VfL Wolfsburg     | Koen Casteels – Vieirinha, Naldo , Timm Klose, Ricardo Rodríguez – Josuha Guilavogui, Maximilian Arnold – Daniel Caligiuri (63. André Schürrle), Kevin De Bruyne, Ivan Perišić (70. Max Kruse) – Bas Dost (70. Nicklas Bendtner) Cheftrainer: Dieter Hecking    |
| FC Bayern München | Manuel Neuer – Philipp Lahm , Jérôme Boateng, Medhi Benatia, David Alaba – Xabi Alonso – Arjen Robben, Thomas Müller (83. Mario Götze), Thiago (73. Arturo Vidal), Douglas Costa – Robert Lewandowski (72. Rafinha) Cheftrainer: Pep Guardiola ( Spanien)       |
| Gelbe Karten      | Josuha Guilavogui (35.), Naldo (71.), Ivan Perišić (77.) – Douglas Costa (21.), Arturo Vidal (82.) |

### 2016
Der DFL-Supercup 2016 war die 17. offizielle und siebte in Verantwortung der DFL ausgetragene Ausspielung des Wettbewerbs und wurde am 14. August 2016 zwischen dem Deutschen Meister und DFB-Pokalsieger FC Bayern München und dem Deutschen Vizemeister Borussia Dortmund ausgetragen.
Spielstatistik
| Paarung           | Borussia Dortmund – FC Bayern München |
| Ergebnis          | 0:2 (0:0) |
| Datum             | 14. August 2016 um 20:30 Uhr |
| Stadion           | Signal Iduna Park, Dortmund |
| Zuschauer         | 81.360 |
| Schiedsrichter    | Tobias Welz (Wiesbaden) |
| Tore              | 0:1 Arturo Vidal (58.) 0:2 Thomas Müller (79.) |
| Borussia Dortmund | Roman Bürki – Felix Passlack, Marc Bartra, Sokratis, Marcel Schmelzer – Sebastian Rode, Gonzalo Castro, Shinji Kagawa – Ousmane Dembélé (68. André Schürrle), Adrián Ramos (69. Julian Weigl), Pierre-Emerick Aubameyang (78. Emre Mor) Cheftrainer: Thomas Tuchel |
| FC Bayern München | Manuel Neuer – Philipp Lahm , Javi Martínez, Mats Hummels, David Alaba – Thiago, Xabi Alonso – Thomas Müller (86. Rafinha), Arturo Vidal (71. Joshua Kimmich), Franck Ribéry (65. Kingsley Coman) – Robert Lewandowski Cheftrainer: Carlo Ancelotti ( Italien)     |
| Gelbe Karten      | Felix Passlack (29.), Ousmane Dembélé (39.), Sebastian Rode (61.) – Javi Martínez (10.), Franck Ribéry (29.), Xabi Alonso (29.) |

### 2017
Der DFL-Supercup 2017 war die 18. offizielle und achte in Verantwortung der DFL ausgetragene Ausspielung des Wettbewerbs und wurde am 5. August 2017 zwischen dem Deutschen Meister FC Bayern München und dem DFB-Pokalsieger Borussia Dortmund ausgetragen. Bei dem Spiel wurde erstmals in Deutschland der Videobeweis verwendet.
Spielstatistik
| Paarung           | Borussia Dortmund – FC Bayern München |
| Ergebnis          | 2:2 (1:1), 4:5 i. E. |
| Datum             | 5. August 2017 um 20:30 Uhr |
| Stadion           | Signal Iduna Park, Dortmund |
| Zuschauer         | 81.360 |
| Schiedsrichter    | Felix Zwayer (Berlin) |
| Tore              | 1:0 Christian Pulisic (12.) 1:1 Robert Lewandowski (18.) 2:1 Pierre-Emerick Aubameyang (71.) 2:2 Roman Bürki (88., Eigentor) Elfmeterschießen: 0:1 Robert Lewandowski 1:1 Ousmane Dembélé 1:2 Franck Ribéry 2:2 Maximilian Philipp Joshua Kimmich 3:2 Pierre-Emerick Aubameyang 3:3 Sebastian Rudy Sebastian Rode 3:4 Arturo Vidal 4:4 Gonzalo Castro 4:5 Niklas Süle Marc Bartra |
| Borussia Dortmund | Roman Bürki – Łukasz Piszczek, Sokratis , Marc Bartra, Dan-Axel Zagadou (77. Felix Passlack) – Nuri Şahin, Mahmoud Dahoud (46. Sebastian Rode), Gonzalo Castro – Ousmane Dembélé, Christian Pulisic (90. Maximilian Philipp) – Pierre-Emerick Aubameyang Cheftrainer: Peter Bosz ( Niederlande)                                                                                   |
| FC Bayern München | Sven Ulreich – Joshua Kimmich, Javi Martínez (60. Niklas Süle), Mats Hummels, Rafinha – Corentin Tolisso (84. Renato Sanches), Sebastian Rudy, Arturo Vidal – Thomas Müller (67. Kingsley Coman), Franck Ribéry – Robert Lewandowski Cheftrainer: Carlo Ancelotti ( Italien) |
| Gelbe Karten      | Sokratis (17.), Dan-Axel Zagadou (53.), Sebastian Rode (86.), Felix Passlack (90.+3′) – Robert Lewandowski (69.), Arturo Vidal (74.) |

### 2018
Der DFL-Supercup 2018 war die 19. offizielle und neunte in Verantwortung der DFL ausgetragene Ausspielung des Wettbewerbs und wurde am 12. August 2018 zwischen dem Deutschen Meister FC Bayern München und dem DFB-Pokalsieger Eintracht Frankfurt ausgetragen.
Da sich der Bayern-Verteidiger David Alaba verletzte und der FC Bayern zu diesem Zeitpunkt bereits dreimal gewechselt hatte, beendeten die Bayern das Spiel ab der 77. Minute zu zehnt.
Spielstatistik
| Paarung             | Eintracht Frankfurt – FC Bayern München |
| Ergebnis            | 0:5 (0:2) |
| Datum               | 12. August 2018 um 20:30 Uhr |
| Stadion             | Commerzbank-Arena, Frankfurt am Main |
| Zuschauer           | 51.500 |
| Schiedsrichter      | Marco Fritz (Korb) |
| Tore                | 0:1 Robert Lewandowski (21.) 0:2 Robert Lewandowski (26.) 0:3 Robert Lewandowski (54.) 0:4 Kingsley Coman (63.) 0:5 Thiago (85.) |
| Eintracht Frankfurt | Frederik Rønnow – David Abraham , Makoto Hasebe, Carlos Salcedo – Danny da Costa, Lucas Torró, Jonathan de Guzmán (64. Ante Rebić), Jetro Willems – Marco Fabián (64. Danny Blum), Mijat Gaćinović – Sébastien Haller (76. Luka Jović) Cheftrainer: Adi Hütter ( Österreich) |
| FC Bayern München   | Manuel Neuer – Joshua Kimmich, Niklas Süle, Mats Hummels, David Alaba – Javi Martínez – Thomas Müller (64. Leon Goretzka), Thiago – Arjen Robben (58. Kingsley Coman), Franck Ribéry – Robert Lewandowski (72. Sandro Wagner) Cheftrainer: Niko Kovač ( Kroatien)            |
| Gelbe Karten        | David Abraham (70.) – Mats Hummels (45.+1′) |

### 2019
Der DFL-Supercup 2019 war die 20. offizielle und zehnte in Verantwortung der DFL ausgetragene Ausspielung des Wettbewerbs und wurde am 3. August 2019 zwischen dem Deutschen Meister sowie DFB-Pokalsieger FC Bayern München und dem Deutschen Vizemeister Borussia Dortmund ausgetragen.
Spielstatistik
| Paarung           | Borussia Dortmund – FC Bayern München |
| Ergebnis          | 2:0 (0:0) |
| Datum             | 3. August 2019 um 20:30 Uhr |
| Stadion           | Signal Iduna Park, Dortmund |
| Zuschauer         | 81.365 |
| Schiedsrichter    | Daniel Siebert (Berlin) |
| Tore              | 1:0 Paco Alcácer (48.) 2:0 Jadon Sancho (69.) |
| Borussia Dortmund | Marwin Hitz – Łukasz Piszczek (80. Marius Wolf), Manuel Akanji, Ömer Toprak, Nico Schulz – Axel Witsel, Julian Weigl, Jadon Sancho (81. Jacob Bruun Larsen), Marco Reus , Raphaël Guerreiro (75. Achraf Hakimi) – Paco Alcácer Cheftrainer: Lucien Favre ( Schweiz)        |
| FC Bayern München | Manuel Neuer – Joshua Kimmich, Niklas Süle, Jérôme Boateng, David Alaba (70. Renato Sanches) – Thiago (80. Benjamin Pavard), Leon Goretzka, Corentin Tolisso, Thomas Müller (66. Alphonso Davies), Kingsley Coman – Robert Lewandowski Cheftrainer: Niko Kovač ( Kroatien) |
| Gelbe Karten      | keine – Jérôme Boateng (52.), Robert Lewandowski (60.), Joshua Kimmich (77.) |

### 2020
Der DFL-Supercup 2020 war die 21. offizielle und elfte in Verantwortung der DFL ausgetragene Ausspielung des Wettbewerbs und wurde zwischen dem Deutschen Meister sowie DFB-Pokalsieger FC Bayern München und dem Deutschen Vizemeister Borussia Dortmund ausgetragen. Durch einen 3:2-Erfolg gegen Dortmund sicherte sich der FC Bayern seinen insgesamt achten Supercup-Titel.
| Paarung           | FC Bayern München – Borussia Dortmund |
| Ergebnis          | 3:2 (2:1) |
| Datum             | 30. September 2020 um 20:30 Uhr |
| Stadion           | Allianz Arena, München |
| Zuschauer         | keine |
| Schiedsrichterin  | Bibiana Steinhaus (Langenhagen) |
| Tore              | 1:0 Corentin Tolisso (18.) 2:0 Thomas Müller (32.) 2:1 Julian Brandt (39.) 2:2 Erling Haaland (55.) 3:2 Joshua Kimmich (82.) |
| FC Bayern München | Manuel Neuer – Benjamin Pavard (76. Chris Richards), Niklas Süle, Lucas Hernández, Alphonso Davies – Joshua Kimmich, Javi Martínez (84. Jamal Musiala), Corentin Tolisso – Thomas Müller, Robert Lewandowski (83. Joshua Zirkzee), Kingsley Coman (54. Serge Gnabry) Cheftrainer: Hansi Flick           |
| Borussia Dortmund | Marwin Hitz – Emre Can, Mats Hummels (76. Łukasz Piszczek), Manuel Akanji – Thomas Meunier (67. Nico Schulz), Thomas Delaney, Mahmoud Dahoud, Felix Passlack – Marco Reus (72. Giovanni Reyna), Julian Brandt (76. Jude Bellingham) – Erling Haaland (68. Reinier) Cheftrainer: Lucien Favre ( Schweiz) |
| Gelbe Karten      | Lucas Hernández (66.) – keine |

### 2021
Der DFL-Supercup 2021 war die 22. offizielle und zwölfte in Verantwortung der DFL ausgetragene Ausspielung des Wettbewerbs und wurde zwischen dem DFB-Pokalsieger Borussia Dortmund sowie dem Deutschen Meister FC Bayern München ausgetragen. Erneut standen sich diese beiden Vereine zum bereits dritten Mal in Folge in diesem Wettbewerb gegenüber. Durch einen 3:1-Sieg sicherte sich der FC Bayern seinen insgesamt neunten Supercup-Titel.
| Paarung           | Borussia Dortmund – FC Bayern München |
| Ergebnis          | 1:3 (0:1) |
| Datum             | 17. August 2021 um 20:30 Uhr |
| Stadion           | Signal Iduna Park, Dortmund |
| Zuschauer         | 24.742 |
| Schiedsrichter    | Sascha Stegemann (Niederkassel) |
| Tore              | 0:1 Robert Lewandowski (41.) 0:2 Thomas Müller (49.) 1:2 Marco Reus (64.) 1:3 Robert Lewandowski (74.) |
| Borussia Dortmund | Gregor Kobel – Felix Passlack (84. Reinier), Axel Witsel, Manuel Akanji, Nico Schulz – Jude Bellingham (84. Marius Wolf), Mahmoud Dahoud, Giovanni Reyna (78. Marco Pašalić) – Marco Reus – Erling Haaland, Youssoufa Moukoko (58. Donyell Malen) Cheftrainer: Marco Rose                                                  |
| FC Bayern München | Manuel Neuer – Josip Stanišić (88. Bouna Sarr), Dayot Upamecano, Niklas Süle, Alphonso Davies – Joshua Kimmich, Leon Goretzka – Serge Gnabry (73. Corentin Tolisso), Thomas Müller (73. Jamal Musiala), Kingsley Coman (49. Leroy Sané) – Robert Lewandowski (88. Eric Maxim Choupo-Moting) Cheftrainer: Julian Nagelsmann |
| Gelbe Karten      | Marco Reus (25.), Mahmoud Dahoud (32.) – Niklas Süle (23.), Leroy Sané (82.), Eric Maxim Choupo-Moting (90.+3′) |

### 2022
Der DFL-Supercup 2022 war die 23. offizielle und 13. in Verantwortung der DFL ausgetragene Ausspielung des Wettbewerbs und fand zwischen dem DFB-Pokalsieger RB Leipzig sowie dem Deutschen Meister FC Bayern München statt.
| Paarung           | RB Leipzig – FC Bayern München |
| Ergebnis          | 3:5 (0:3) |
| Datum             | 30. Juli 2022 um 20:30 Uhr |
| Stadion           | Red Bull Arena, Leipzig |
| Zuschauer         | 47.069 (ausverkauft) |
| Schiedsrichter    | Robert Schröder (Hannover) |
| Tore              | 0:1 Musiala (14.) 0:2 Mané (31.) 0:3 Pavard (45.) 1:3 Halstenberg (59.) 1:4 Gnabry (66.) 2:4 Nkunku (77., Foulelfmeter) 3:4 Olmo (89.) 3:5 Sané (90.+8') |
| RB Leipzig        | Péter Gulácsi – Marcel Halstenberg, Willi Orban, Mohamed Simakan (79. Hugo Novoa) – Benjamin Henrichs, Kevin Kampl (52. Dani Olmo), Konrad Laimer, Lukas Klostermann – Christopher Nkunku, Dominik Szoboszlai (90.+1' Amadou Haidara), Emil Forsberg (52. André Silva) Cheftrainer: Domenico Tedesco ( Italien)         |
| FC Bayern München | Manuel Neuer – Alphonso Davies, Lucas Hernández, Dayot Upamecano (78. Matthijs de Ligt), Benjamin Pavard (78. Noussair Mazraoui) – Joshua Kimmich, Marcel Sabitzer, Jamal Musiala (60. Kingsley Coman), Thomas Müller (68. Ryan Gravenberch) – Sadio Mané, Serge Gnabry (78. Leroy Sané) Cheftrainer: Julian Nagelsmann |
| Gelbe Karten      | Simakan (36.), Klostermann (90.+2') – Kimmich (64.), Hernández (73.), Sané (87.), Neuer (90.+7') |

### 2023
Der DFL-Supercup 2023 war die 24. offizielle und 14. in Verantwortung der DFL ausgetragene Ausspielung des Wettbewerbs und fand zwischen dem DFB-Pokalsieger RB Leipzig sowie dem Deutschen Meister FC Bayern München statt. Da bei der Austragung 2023 die gleichen Sportvereine wie im Vorjahr gegeneinander antraten, wechselte gemäß dem DFL-Reglement der Austragungsort, sodass RB Leipzig als Heimmannschaft in München antrat.
| Paarung           | RB Leipzig – FC Bayern München |
| Ergebnis          | 3:0 (2:0) |
| Datum             | 12. August 2023 um 20:45 Uhr |
| Stadion           | Allianz Arena, München |
| Zuschauer         | 75.000 (ausverkauft) |
| Schiedsrichter    | Bastian Dankert (Schwerin) |
| Tore              | 1:0 Olmo (3.) 2:0 Olmo (44.) 3:0 Olmo (68., Foulelfmeter) |
| RB Leipzig        | Janis Blaswich – Benjamin Henrichs (84. Lukas Klostermann), Mohamed Simakan, Willi Orban , David Raum – Nicolas Seiwald, Xaver Schlager, Xavi Simons (78. Emil Forsberg), Timo Werner (64. Benjamin Šeško) – Loïs Openda (64. Yussuf Poulsen), Dani Olmo (78. Fábio Carvalho) Cheftrainer: Marco Rose   |
| FC Bayern München | Sven Ulreich – Benjamin Pavard (46. Noussair Mazraoui), Dayot Upamecano, Matthijs de Ligt (46. Min-jae Kim), Alphonso Davies – Konrad Laimer (46. Kingsley Coman), Joshua Kimmich (78. Leon Goretzka), Leroy Sané, Jamal Musiala, Serge Gnabry – Mathys Tel (63. Harry Kane) Cheftrainer: Thomas Tuchel |
| Gelbe Karten      | Olmo (71.) – Pavard (14.), Upamecano (34.) |

### 2024
Der DFL-Supercup 2024 war die 25. offizielle und 15. in Verantwortung der DFL ausgetragene Ausspielung des Wettbewerbs und fand zwischen dem Deutschen Meister sowie DFB-Pokalsieger Bayer 04 Leverkusen und dem Deutschen Vizemeister VfB Stuttgart statt. Es war seit 2011 die erste Supercup-Partie, für die sich der Rekordmeister FC Bayern München nicht qualifizieren konnte.
| Paarung                 | Bayer 04 Leverkusen – VfB Stuttgart |
| Ergebnis                | 2:2 (1:1), 4:3 i. E. |
| Datum                   | 17. August 2024 um 20:30 Uhr |
| Stadion                 | BayArena, Leverkusen |
| Zuschauer               | 30.210 (ausverkauft) |
| Schiedsrichter          | Tobias Stieler (Hamburg) |
| Schiedsrichterassistent | Christian Gittelmann (Gauersheim) Jonas Weickenmeier (Bad Homburg vor der Höhe) |
| Vierter Offizieller     | Florian Exner (Münster) |
| VAR                     | Pascal Müller (Freudental) |
| Tore                    | 1:0 Boniface (11.) 1:1 Millot (15.) 1:2 Undav (62.) 2:2 Schick (88.) Elfmeterschießen: 0:1 Millot 1:1 Schick 1:2 Demirovic 2:2 Grimaldo Krätzig 3:2 Garcia 3:3 Undav 4:3 Tapsoba Silas |
| Bayer 04 Leverkusen     | Lukáš Hrádecký – Edmond Tapsoba, Robert Andrich (73. Patrik Schick), Piero Hincapié – Nathan Tella (73. Jeremie Frimpong), Granit Xhaka, Aleix García, Jeanuël Belocian (84. Alejandro Grimaldo) – Amine Adli (73. Florian Wirtz), Victor Boniface (41. Jonathan Tah), Martin Terrier Cheftrainer: Xabi Alonso ( Spanien) |
| VfB Stuttgart           | Alexander Nübel – Maximilian Mittelstädt (63. Frans Krätzig), Jeff Chabot, Anthony Rouault, Pascal Stenzel (83. Yannik Keitel) – Angelo Stiller (62. Deniz Undav), Atakan Karazor – Chris Führich (77. Justin Diehl), Jamie Leweling (63. Silas) – Ermedin Demirović, Enzo Millot Cheftrainer: Sebastian Hoeneß           |
| Gelbe Karten            | Xabi Alonso (43., Trainer), Xhaka (60.), Tapsoba (71.), Boniface (81.), Wirtz (85.), Frimpong (86.) – Stiller (44.), Demirovic (71.), Millot (78.), P. Stenzel (82.), Chabot (86.) |
| Platzverweise           | Terrier (34., grobes Foulspiel) – keine |

## Franz-Beckenbauer-Supercup

### 2025
Der Franz-Beckenbauer-Supercup 2025 war die 26. offizielle und 16. in Verantwortung der DFL ausgetragene Ausspielung des Wettbewerbs. Sie war die erste unter dem Namen und fand zwischen dem Deutschen Meister FC Bayern München sowie DFB-Pokalsieger VfB Stuttgart statt.
| Paarung           | VfB Stuttgart – FC Bayern München |
| Ergebnis          | 1:2 (0:1) |
| Datum             | 16. August um 20:30 Uhr |
| Stadion           | MHPArena, Stuttgart |
| Zuschauer         | 60.000 (ausverkauft) |
| Schiedsrichter    | Harm Osmers (Hannover) |
| Tore              | 0:1 Kane (18.) 0:2 Diaz (77.) 1:2 Leweling (90.+3') |
| VfB Stuttgart     | Fabian Bredlow – Josha Vagnoman (81. Lorenz Assignon), Luca Jaquez, Jeff Chabot (71. Ramon Hendriks), Maximilian Mittelstädt – Atakan Karazor (81. Nikolas Nartey), Angelo Stiller (87. Chema Andrés) – Jamie Leweling, Deniz Undav, Chris Führich (71. Ermedin Demirović) – Nick Woltemade Cheftrainer: Sebastian Hoeneß |
| FC Bayern München | Manuel Neuer – Josip Stanišić, Jonathan Tah, Dayot Upamecano (80. Kim Min-jae), Konrad Laimer (72. Sacha Boey) – Joshua Kimmich, Leon Goretzka (90.+3' Tom Bischof) – Michael Olise (90.+3' Lennart Karl), Luis Díaz, Serge Gnabry (80. Raphaël Guerreiro) – Harry Kane Cheftrainer: Vincent Kompany ( Belgien)           |
| Gelbe Karten      | Mittelstädt (44.), David Krecidlo (60., Co-Trainer) – Upamecano (35.), Olise (45.), Kane (57.), Aaron Danks (60., Co-Trainer) |